# Боровое (Минская область)
Борово́е (бел. Бараво́е) — агрогородок в составе Дзержинского района Минской области Беларуси, административный центр Боровского сельсовета.

## География
Расположен в 9 километрах от Дзержинска, 45 километрах от Минска, 10 километрах от железнодорожной станции Негорелое.

## История
В письменных источниках упоминается в середине XVI века. В 1588 году в селе располагались 43 дома, деревня находилась в составе Станьковской волости Минского повета Минского воеводства Великого княжества Литовского, владение Радзивиллов. В 1756 году была построена православная церковь. После второго раздела Речи Посполитой, в 1793 году, Боровое в составе Российской империи.
В 1800 году насчитывалось 56 дворов, проживали 323 жителя, владение князя Доминика Радзивилла в составе Минского уезда. Во второй половине XIX века деревня находилась в Койдановской волости Минского уезда Минской губернии, в составе Рудицкой волости. После ссылки Радзивиллов за участие в польском восстании перешла во владение Дыбовских. В 1867 году в деревне открыта начальная школа, в 1870 году в деревне проживали 135 мужчин. В 1897 году, по данным первой всероссийской подписи, в Боровом насчитывалось 79 дворов, проживали 974 жителя, действовал хлебозапасный магазин. Между сельчанами и местными помещиками часто происходили споры по поводу использования сенокосных угодий, а в 1908 году селяне самовольно захватили помещичьи луга и поставили туда свой скот. В результате, 7 жителей деревни, по решению Минского окружного суда были осуждены на разные тюремные сроки.

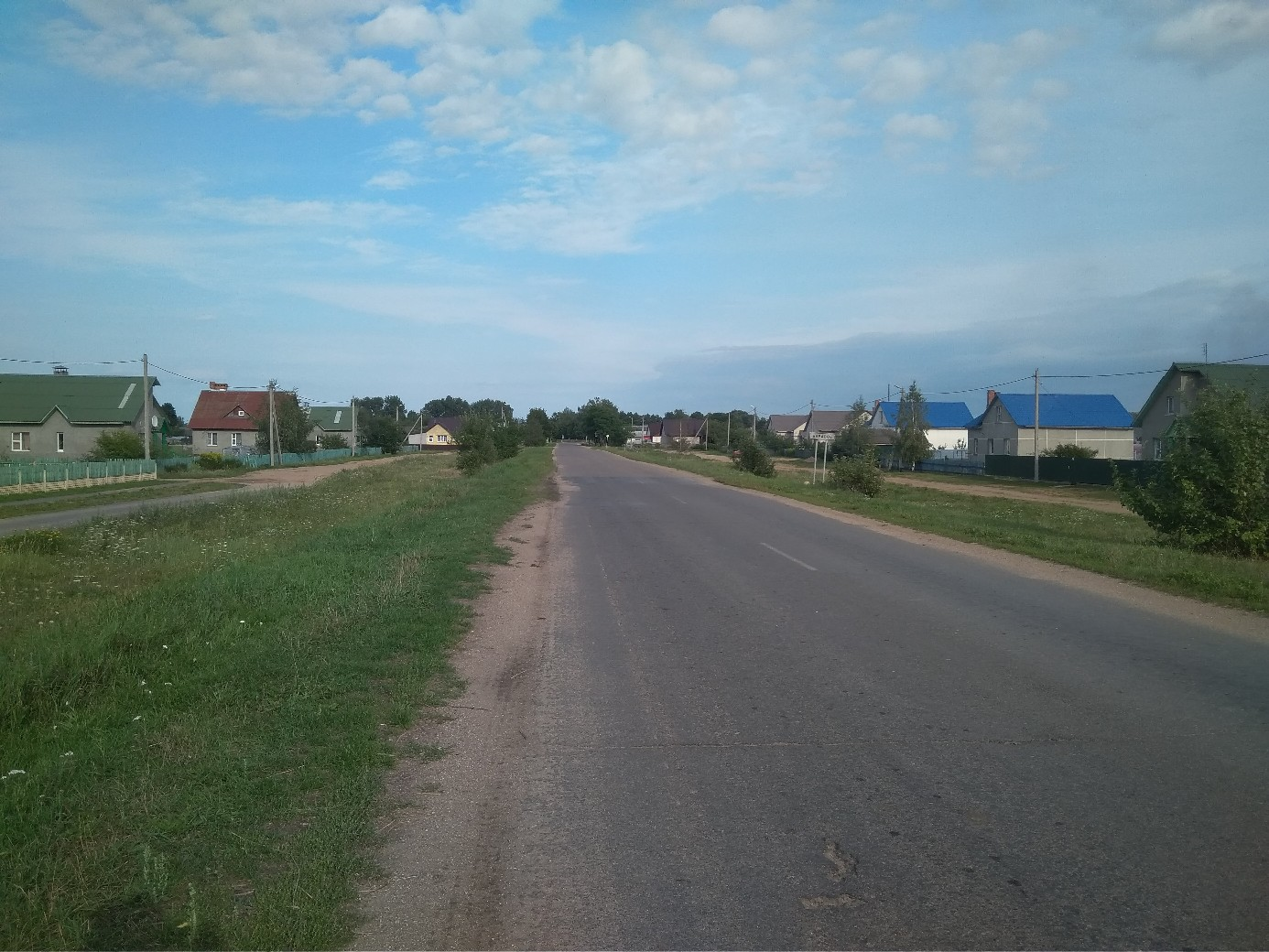
Западный въезд в аг. Боровое (со стороны Телешевичей)

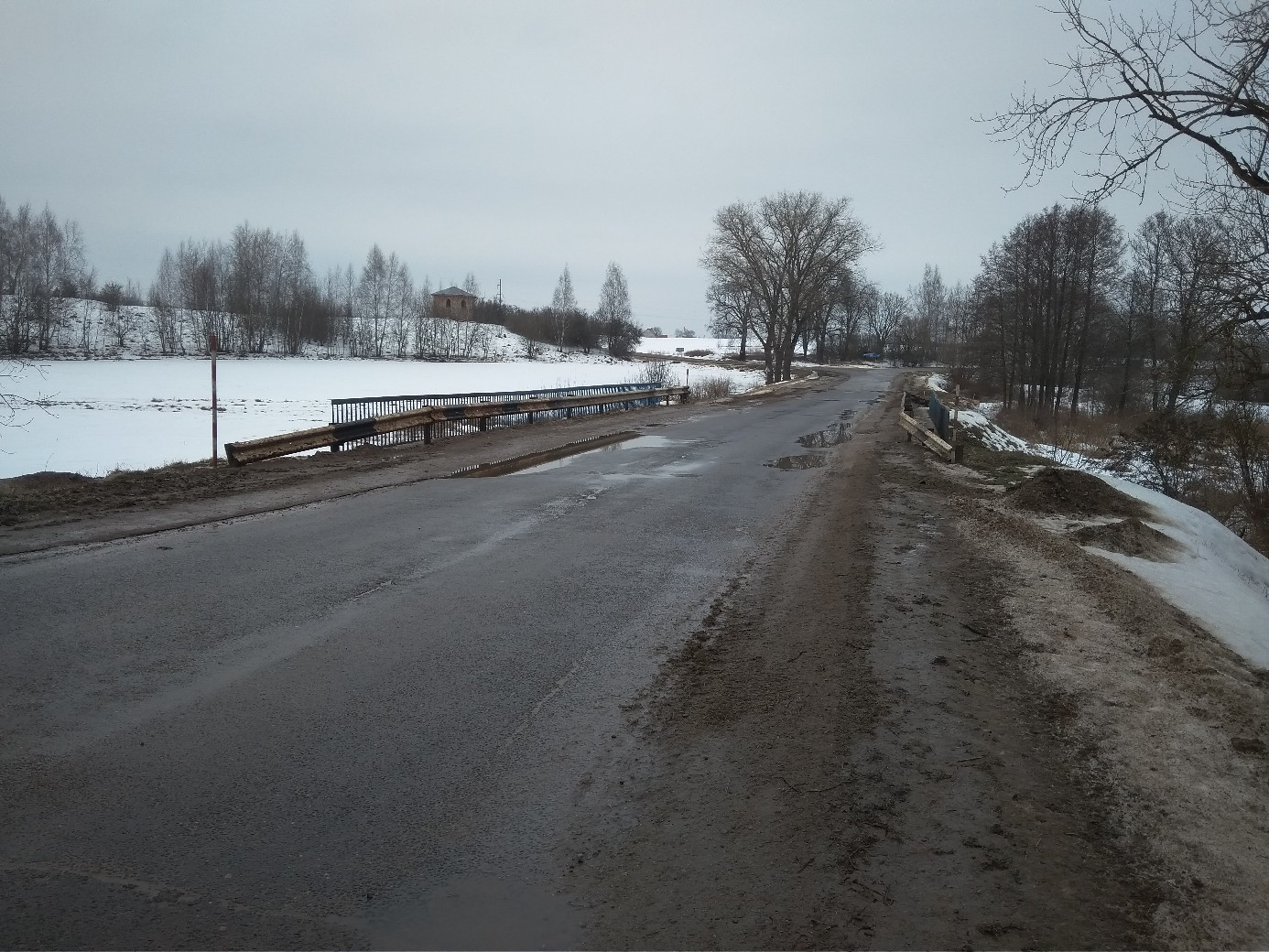
Пейзаж Борового и часовни-усыпальницы Дыбовских со стороны автодороги

Во время Первой мировой войны находилась в прифронтовой полосе, в 1920 году польские оккупанты расстреляли 6 жителей, которые не позволили помещику вывезти продовольствие. С 9 марта 1918 года в составе провозглашённой Белорусской Народной Республики, однако фактически находилась под контролем германской военной администрации. С 1 января 1919 года в составе Советской Социалистической Республики Белоруссия, а с 27 февраля того же года в составе Литовско-Белорусской ССР, летом 1919 года деревня была занята польскими войсками, после подписания рижского мира — в составе Белорусской ССР. С 20 августа 1924 года, деревня — центр Боровского сельсовета (с 23 марта 1932 года по 14 мая 1935 — национального польского сельсовета) Койдановского района Минского округа Белорусской ССР. С 29 июня 1932 года — в составе Дзержинского района, с 31 июля 1937 года — в составе Минского, с 4 февраля 1939 года снова Дзержинского района, с 20 февраля 1938 года находится в Минской области. В 1926 году в Боровом насчитывалось 122 двора, проживали 612 жителей. В 1936 году была построена сельская средняя школа. В 1940 году — насчитывается 104 двора, проживают 514 жителей. В годы коллективизации в Боровом был создан колхоз «Червонный пограничник».
В Великую Отечественную войну с 28 июня 1941 года по 7 июля 1944 года была под немецко-фашистской оккупацией. В 1941 году гитлеровцы сожгли 21 дом и убили 5 мирных жителей. В годы оккупации в деревне действовала партийно-комсомольская группа Дзержинского подпольного антифашистского комитета «Смерть фашизму». Писатель И.Ф. Стаднюк в романе «Человек не сдаётся» описал боевые действия Красной Армии против оккупантов возле Борового и Волки в 1941 году, участником которых он был. На фронтах войны погибли 46 жителей деревни. В январе 1942 года подпольщики д. Касиловичи во главе с батальонным комиссаром С.А. Рыжаком вышли в лес и приступили к партизанским действиям. В марте сюда же прибыла группа А.Г. Мурашова, организованная подпольщиками д. Боровое. Согласно решению Дзержинского антифашистского комитета в апреле 1942 года обе группы объединились в 125-й партизанский отряд имени И.В. Сталина.
В 1960 году в Боровом проживают 377 жителей, центр колхоза имени Горького. В 1970 году в деревне проживали 288 жителей, насчитывалось 99 дворов. С 2003 года является центром СПК «Боровое-2003». 
В 2008 году деревня Боровое преобразована в агрогородок. 
2 июля 2010 года боровчане отпраздновали 420-летие деревни.

## Улицы
- Центральная улица (бел. Цэнтральная вуліца);
- Боровая улица (бел. Баравая вуліца);
- Молодёжная улица (бел. Маладзёжная вуліца);
- Новая улица (бел. Новая вуліца);
- Школьная улица (бел. Школьная вуліца).

## Население
| Численность населения (по годам) | Численность населения (по годам) | Численность населения (по годам) | Численность населения (по годам) | Численность населения (по годам) | Численность населения (по годам) | Численность населения (по годам) | Численность населения (по годам) | Численность населения (по годам) |
| 1800                             | 1897                             | 1909                             | 1926                             | 1940                             | 1960                             | 1970                             | 1992                             | 1999                             |
| -------------------------------- | -------------------------------- | -------------------------------- | -------------------------------- | -------------------------------- | -------------------------------- | -------------------------------- | -------------------------------- | -------------------------------- |
| 323                              | ↗974                             | ↘514                             | ↗612                             | ↘514                             | ↘377                             | ↘288                             | ↗410                             | ↗429                             |
| 2004                             | 2010                             | 2017                             | 2018                             | 2020                             | 2021                             | 2022                             |                                  |                                  |
| ↘376                             | ↗417                             | ↘403                             | ↗408                             | ↗423                             | ↘415                             | ↘413                             |                                  |                                  |

## Инфраструктура
- ГУО «Боровской учебно-педагогический комплекс ясли-сад-средняя школа»
- УЗ «Боровская врачебная амбулатория»
- Отделения «Белпочты» и «Белагропромбанка»
- Торговый центр «Боровое» (магазин «Родны Кут»)
- Комплексно-приёмный пункт аг. Боровое[11]

## Культура
- Дом культуры

## События и мероприятия
- 8 сентября 2023 года — районный фестиваль «Дажынкi»[12][13]

## Достопримечательности
- В центре деревни расположена Братская могила советских воинов и памятник землякам, где похоронены 330 воинов, которые погибли в 1941 году при выходе из окружения и 1944 году при освобождении территории Боровского с/с от гитлеровских оккупантов. В 1980 году был установлен обелиск и барельефное изображение воина и партизана и доски с именами 236 жителей деревень сельсовета[14];
- Близ шоссе расположена часовня-усыпальница, построенная из глины и бутового камня в начале XX века. Представляет собой двухъярусную постройку, покрытую шатром. Внутри стен расположены проёмы для саркофагов. Часовня — памятник электичной архитектуры.

## Известные лица
- Антон Севастюк (1927—1998) — философ. Член-корреспондент белорусской Академии Наук (1989), доктор философских наук (1984), профессор (1985)[15].
- Леонид Володько (1928—1978) — физик. Академик АН Белоруссии (1969), доктор физико-математических наук (1966), профессор (1967). Заслуженный деятель науки Беларуси (1971)[16][17].
- Эмилия Быстрымович (1906—1943) — партизанка. Родилась и жила в Боровом, её дом был явочным пунктом для боровских подпольщиков. В 1943 году была схвачена гитлеровцами и избита ими до смерти[18].